# Rotonda di San Lorenzo

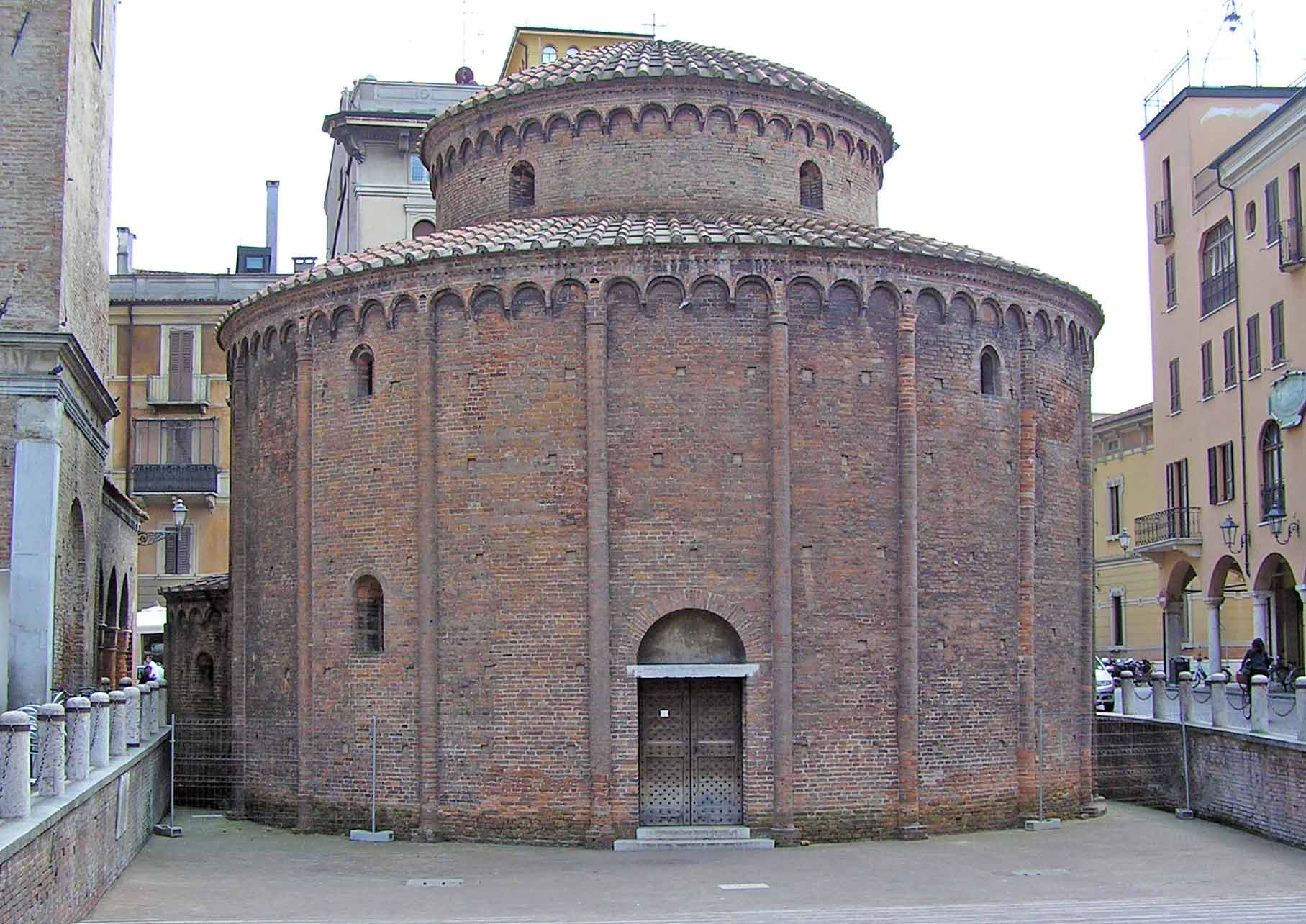
Rotonda di San Lorenzo in Mantua

Die Rotonda di San Lorenzo ist ein romanischer Zentralbau aus dem späten 11. Jahrhundert im Herzen der oberitalienischen Stadt Mantua. Der Rundbau steht nur wenige Meter südlich des im 13. Jahrhundert errichteten Palazzo della Ragione.

## Baugeschichte

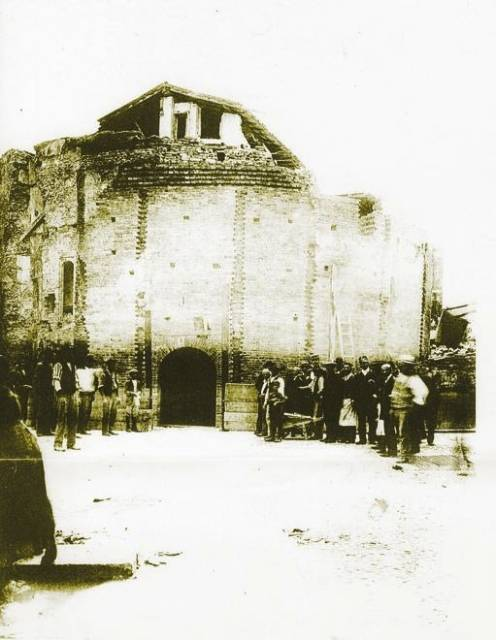
Foto der Rotunde vor der Rekonstruktion (1908–1911)

Gemäß nicht gesicherter mündlicher Überlieferung wurde mit dem Bau im Jahr 1083 auf Betreiben der Markgräfin Mathilde von Canossa begonnen; er steht – wie beinahe alle Rundbauten des Mittelalters – in der Tradition der Grabeskirche von Jerusalem. Die Tatsache, dass die Kirche sich etwa 1,50 Meter unter dem Bodenniveau des benachbarten und nur etwa 150 Jahre später errichteten Palazzo della Ragione befindet, lässt darauf schließen, dass der Bau auf den Fundamenten eines antiken Gebäudes (wahrscheinlich eines Rundtempels) errichtet wurde. Nach – wohl als misslungen anzusehenden – baulichen Veränderungen durch Leon Battista Alberti und Giulio Romano wurde die Kirche im Jahr 1579 wegen Baufälligkeit für kultische Zwecke geschlossen. In den folgenden Jahrhunderten verfiel der fortan als Lagerraum genutzte Bau zusehends und wurde erst in den Jahren 1908–1911 rekonstruiert. Im Jahr 1926 gab man die Kirche in die Obhut des Dominikanerordens; seitdem ist sie als Pfarrkirche wieder der Öffentlichkeit zugänglich.

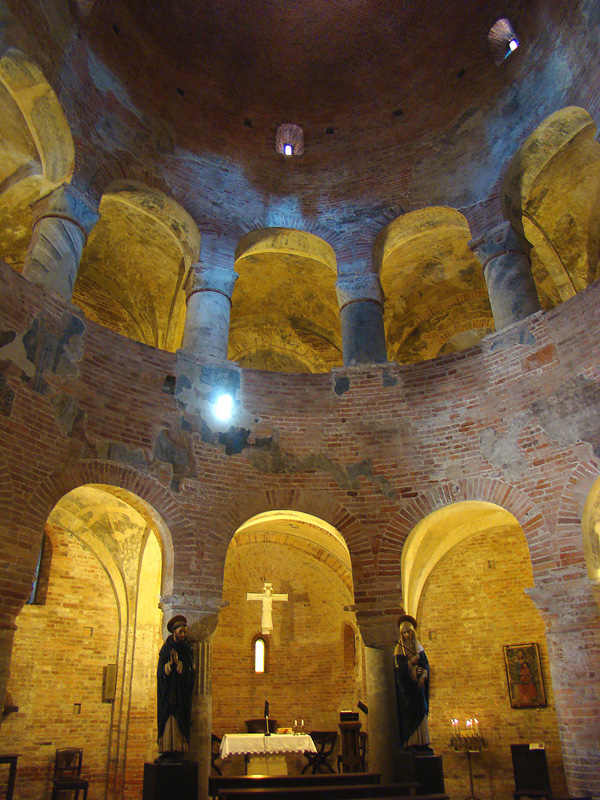
Innenraum der Kirche

## Architektur

### Außenbau
Der durch 16 vorgelegte Dienste gegliederte untere Teil des Kirchenbauwerks ist außen wie innen aus Ziegelsteinen errichtet und verfügt über einen kleineren zentralen Aufsatz. Beide Bauteile schließen unterhalb der jeweiligen Dachtraufe mit einem umlaufenden Rundbogenfries ab, oberhalb dessen jeweils noch ein kleiner Zahnschnittfries erscheint – inwieweit diese Dinge dem originalen Befund entsprechen, ist nicht mehr exakt zu klären.

### Innenraum
Das Innere des Kirchenbauwerks wird gebildet von 14 gemauerten Rundpfeilern (ohne Kapitell, aber mit Kämpferplatten) und zwei wiederverwendeten antiken Säulen (Spolien) mit Kapitellen zu beiden Seiten der nach Osten weisenden Apsis. Die Rekonstruktion der Emporenzone entstammt weitgehend der Phantasie der Restauratoren. Beide Bauteile sind mit trapezförmigen Kreuzgratgewölben überspannt, die ebenfalls aus Ziegelstein gemauert und von Gurtbögen unterzogen sind; im Erdgeschoss sind die Gewölbe verputzt – einige mittelalterliche Freskenreste sind noch erkennbar.